# 일본국 헌법 제7조
일본국 헌법 제7조(일본어: 日本国憲法第7条)은 일본국 헌법 제1장 "천황"의 조문 중 하나이다. 천황의 국사행위에 대해 규정하고 있다.

## 조문
일본국 헌법 제7조
천황은 내각의 조언과 승인에 의하여, 국민을 위하여 다음의 국사에 관한 행위를 행한다.
1. 헌법 개정, 법률, 정령 및 조약을 공포하는 일.
2. 국회를 소집하는 일.
3. 중의원을 해산하는 일.
4. 국회의원 총선거의 시행을 공시하는 일.
5. 국무대신 및 법률이 정하는 기타 관리의 임면과 전권위임장 및 대사(大使) 및 공사의 신임장을 인증하는 일.
6. 대사(大赦), 특사, 감형, 형의 집행 면제 및 복권을 인증하는 일.
7. 영전을 수여하는 일.
8. 비준서 및 법률이 정하는 기타 외교 문서를 인증하는 일.
9. 외국의 대사 및 공사를 접수하는 일.
10. 의식을 행하는 일.

## 해설
천황은 일본국의 상징이며 일본 국민 통합의 상징이라고 규정한 일본국 헌법 제1조에 근거하여 천황은 헌법상 규정되는 국사행위만을 할 수 있다고 제4조에서 규정하고 있는 만큼, 본 조는 그 구체적인 천황의 국사행위에 대해 열거하는 형태로 규정한 것이다. 또 제3조의 규정에 따라 천황이 각 국사행위를 행할 때는 내각의 조언과 승인이 필요하다.
외국 국빈과의 회견은 헌법이 정하는 국사행위가 아니라 황실의 외교에 있어 국제적 예의를 지키기 위한 행사로, 천황의 의사를 반영한 공적 행위로 분류되어 그 조언의 역할은 궁내청 장관이 맡는다.

### 제1호
헌법 개정, 법률, 정령, 조약의 공포는 천황의 이름으로 관보를 통해 이루어지는데, 그 공포가 완료되었다고 간주하는 때는 일반 국민이 관보를 열람하거나 구독할 수 있는 장소인 도쿄도 관보 판매소 또는 인쇄국 관보과 중 한 곳에 관보가 도달했을 때이다.

### 제2호
내각의 결정에 근거하여 국회를 소집한다. 그 방법으로는 소집 조서의 공포(관보 게재)의 형식을 취한다(국회법 제1조).

### 제3호
내각의 중의원 해산에 관해서는 내각 불신임 결의안이 가결된 경우에 대해 규정하는 제69조와 함께 또 다른 경우로 본 조 제3호가 헌법상 근거 규정이 된다. 이 때문에 중의원 의장은 중의원 해산 시에 본회의에서 "일본국 헌법 제7조에 따라 중의원을 해산한다"라는 해산 조서를 낭독하는 것이 관례로 되어 있으며, 해산 조서 낭독 직후 의원들이 만세 삼창을 하는 것도 천황의 중의원 해산이라는 "국사행위"가 행하여 졌다는 점에서 기인한 것이다.

### 제4호
본 제4호에는 "국회의원 총선거"라고 되어 있지만, 중의원 의원에 대한 "총선거"와 참의원 의원(선거 때마다 절반씩 선출)에 대한 "통상선거"가 여기에 해당된다.
중의원 의원 총선거의 공시는 공직선거법 제31조 제4항의 규정에 따른 총선거일보다 적어도 12일 전에 이루어진다. 참의원 의원 통상선거의 공시는 동법 제32조 3항의 규정에 따른 통상선거일보다 적어도 17일 전에 이루어진다. 그 방법으로는 관보에 선거 공시에 관한 조서를 게재하는 형식을 취한다.
덧붙여 "국회의원 총선거"라고 규정되어 있는 것은 당초 연합군 최고사령부(GHQ)가 제시한 헌법 초안에서는 국회를 단원제로 하는 것으로 되어 있었기 때문인데, 후에 수정 작업을 거치며 국회가 양원제로 바뀌었지만 조문이 제대로 수정되지 않아 그대로 헌법 규정에 남아 있는 것으로 알려지고 있다.

### 제5호
내각총리대신 및 최고재판소 장관은 일본국 헌법 제6조의 각항에 의해 천황의 임명을 받지만, 그 외의 국무대신, 최고재판소 판사 등은 임명권자의 임명을 거친 후에 천황의 인증을 받는다.
본 조항에 근거하여 천황의 인증을 받는 관리를 인증관이라 부르며, 본 조 제5호에 규정된 관리 외의 인증관으로는 부대신(副大臣), 검찰총장, 대사(大使) 및 공사를 예로 들 수 있다.

### 제6호
이른바 사면의 인증에 대해 규정하고 있다. 실질적인 사면 결정은 내각에 의해 이루어진다(헌법 제73조 제7호).

### 제7호
영전은 영예, 훈장 및 기타의 것을 포함하며, 특권의 부여 및 상속은 허용되지 않는다(헌법 제14조 제3항). 구체적으로는 서위(敍位), 서훈, 포상 등이 포함된다.

### 제8호
일본국 헌법에서 "비준"이란 내각이 서명한 조약을 심사하여 동의해주고, 그 효력을 확정하는 행위를 말한다.
법률이 정하는 기타 외교 문서란 다음과 같다.
- 대사 및 공사의 해임장(외무공무원법 제9조)
- 영사의 위임장(동법 동조)

### 제9호
일본국 헌법에서 "접수"란 외국 외교관을 의례적으로 접견하는 사실상의 행위를 말한다.

### 제10호
여기서 "의식"은 국가적 성격을 띄는 의식을 말한다.